# 成公 (秦)
成公（せいこう、？ - 紀元前660年）は、秦の第8代公。徳公の次子。

## 生涯
宣公12年（前664年）、兄の宣公が薨去した。宣公の子は9人いたが、いずれも立つことができず、弟の成公が立って秦公となった。
成公元年（前663年）、梁伯と芮伯が来朝した。
成公4年（前660年）、薨去した。成公には7人の子がいたが、いずれも立つことができず、弟の穆公が立って秦公となった。

## 参考資料
- 『史記』（秦本紀第五）